# 100
| [ Edytuj tabelę ] |                         |
| Cesarz Chin       | - 88 Han Hedi 106       |
| Król Daków        | - 87 Decebal 106        |
| Władca Korei      | - 53 T’aejodae 146      |
| Król Nabatei      | - 70 Rabel II Soter 106 |
| Papież            | - 91 Klemens I 101      |
| Król Partów       | - 78 Pakorus II 105     |
| Cesarz Rzymu      | - 98 Trajan 117         |

Rok 100 / C
stulecia: I wiek p.n.e. ~
I wiek ~
II wiek

lata: 90 «
95 «
96 «
97 «
98 «
99 «
100
» 101
» 102
» 103
» 104
» 105
» 110

## Wydarzenia
Ameryka
- Przybliżona data postawienia przez lud Mochica Piramidy Słońca i Piramidy Księżyca w Peru.

Cesarstwo Rzymskie
- Sekstus Juliusz Frontyn pełnił urząd konsula.
- Rzym redukował liczbę stacjonujących w Germanii legionów.
- Pliniusz Młodszy stworzył Panegiryk na cześć cesarza Trajana.
- Vibia Sabina została żoną Hadriana, późniejszego cesarza.
- Zostało założone miasto Timgad.
- Weterani wojskowi zostali zwolnieni z opłat celnych[1].

## Urodzili się
- Justyn Męczennik, filozof chrześcijański.
- Klaudiusz Ptolemeusz, grecki uczony, astronom (zm. 168).
- Szymon bar Jochaj, rabin (zm. 160).
- Walentyn Egipcjanin, gnostyk (zm. po 160).

## Zmarli
- Apoloniusz z Tiany, filozof (ur. 15).
- Jan Ewangelista, apostoł.
- Józef Flawiusz, historyk, autor Wojny żydowskiej (ur. 37).
- Zenaida z Tarsu, święta chrześcijańska.